# Таписциевые
Таписциевые (лат. Tapisciaceae) — семейство двудольных растений, в системе классификации APG II включённое в группу эурозиды II.
Синоним: Huerteaceae Doweld

## Описание
Представители семейства — небольшие деревья или кустарники.
Листья сложные, расположены очерёдно. Чашелистиков и лепестков по пять. Чашелистики сросшиеся. Нектарный диск чашевидный, крупный; к нему прикреплены пять тычинок, чередующихся с лепестками. Завязь верхняя, лопастная. Плод — костянка или ягода.

## Роды
Семейство состоит из двух родов:
- Huertea Ruiz et Pav. (1794) — Уэртея. Олиготипный род из Вест-Индии, Колумбии и Перу. Четыре вида:
  - Huertea cubensis Griseb.
  - Huertea glandulosa Ruiz & Pav.
  - Huertea granadina Cuatrec.
  - Huertea putumayensis Cuatrec.
- Tapiscia Oliv. (1890) — Таписция. Ранее рассматривался как монотипный род с единственным видом из Китая Tapiscia sinensis Oliv. (1890) — Таписция китайская. Сейчас описан второй вид, также из Китая, растущий на высоте от 1500 до 2300 метров над уровнем моря, в том числе в провинции Юньнань: Tapiscia yunnanensis W.C.Cheng & C.D.Chu — Таписция юньнаньская.

Ранее эти роды входили в семейство Клекачковые (Staphyleaceae), образуя подсемейство Таписциевые (Tapiscioideae), но в 1987 году А. Л. Тахтаджян выделил их в самостоятельное семейство.